# Spilogona ugandensis
Spilogona ugandensis är en tvåvingeart som beskrevs av Zielke 1971. Spilogona ugandensis ingår i släktet Spilogona och familjen husflugor.
Artens utbredningsområde är Uganda. Inga underarter finns listade i Catalogue of Life.